# 千種義人
千種 義人（ちぐさ よしんど、1911年10月24日 - 2000年9月3日）は、日本の理論経済学者、慶應義塾大学名誉教授、関東学園大学名誉教授。広島修道大学学長。紫綬褒章受章。

## 経歴
出生から修学期
1911年、兵庫県で生まれた。慶應義塾大学経済学部に入学し、金原賢之助のゼミナールに所属した。1937年に同大学を卒業し、ドイツ留学。
経済学研究者として
1937年、慶應義塾大学経済学部助手に採用された。1943年に助教授昇格。1944年からは警察大学校講師も兼任。
太平洋戦争後
戦後も変わらず経済原論を担当した。1949年に教授に昇任。1960年、学位論文『資本主義計画経済の研究』を慶應義塾大学に提出して経済学博士を取得。1959年より1年間、ケンブリッジ大学およびハーバード大学に派遣研究留学。
1966年から1970年まで慶応義塾高等学校校長を兼任した。1977年に慶應義塾大学を定年退職し、名誉教授となった。その後は日本大学経済学部教授として教鞭をとった。
1980年、広島修道大学学長に就任。翌1981年には関東学園大学学長に挙げられ、大学経営に手腕を発揮した。
2000年に死去。
委員・役員ほか
- 法務省司法試験委員(1963年-)
- 文部省教育課程審議会専門調査員(1963年-)
- 国土庁不動産鑑定士試験委員(1965年-)
- 文部省大学設置審議会専門委員(1965年-1975)
- 特許庁弁理士試験委員(1971年-)
- 慶応義塾高等学校理事(1966年-1970年)

## 受賞・栄典
- 1969年：警察協力章を受章。
- 1975年：紫綬褒章を受章。

## 研究内容・業績
経済学
専門は近代経済学。研究開始当初はスウェーデンの経済学者グスタフ・カッセルの学説を研究した。戦中、戦後、ソビエト連邦の崩壊を経験し、理論経済学の分野において見解を残している。敗戦にあたっては、『三田学会雑誌』39巻1号に「資本主義経済か社会主義経済か」と題する論文を発表し、日本には社会主義経済を実現する条件が備わっておらず、それゆえに「資本主義経済といふ骨組の上で、それに社会主義的政策を極度に加へて行くといふ折衷的な途を選ばねばならない」と述べている。
指導学生
多くの学生を育て、学問的影響を与えた。慶應義塾大学を定年退職した際には、退任記念論文集が組まれ、松浦保、大熊一郎、富田重夫、神谷伝造、川又邦雄、長名寛明、田中宏、山田太門、宇佐美泰生が論文を寄せている。
その他
石仏にも造詣が深く、関連する著作も複数ある。写真撮影を趣味としていたため、仏教美術を題材とした作品は芸術的に評価されている。またクラシック音楽に関しても博識であった。

## 著作

### 著書
- 『価格・貨幣・為替の基礎理論 カッセル理論経済学の研究』巌松堂 1942
- 『計画経済論 計画経済必然論』東洋経済新報社(現代経済学叢書) 1948
- 『経済原論 総説』慶応出版社 1948
- 『現代景気理論 ハイエク景気理論の研究』理想社(経済新書) 1948
- 『資本主義経済と社会主義経済』好学社 1948
- 『計画経済概論』労働文化社 1950
- 『資本主義の将来』弘文堂(アテネ新書) 1951
- 『近代経済学』宝文館(NHK教養大学) 1952
- 『計画経済原理』春秋社(現代経済学全集) 1961
- 『資本主義はどう変ったか』有信堂(文化新書) 1962
- 『欧米の都市と大学』有信堂 1963
- 『ヨーロッパ見物』有信堂 1963
- 『経済学要論』広文社(現代経済学選書) 1964
- 『経済学』同文館 1967
- 『経済学新講』中央経済社、1967
- 『経済原論』慶応通信 1968
- 『鎌倉』文化総合出版 1979
- 『経済学原論』広文社 1979
- 『ピグー』(経済学者と現代 7) 日本経済新聞社 1979
- 『経済原論演習』週刊住宅新聞社 1979
- 『オリエント』文化総合出版 1980
- 『北信濃の石仏 千種義人写真集』信濃路出版 1986
- 『大分の石仏を訪ねて』朝日新聞社、1988
- 『瀬戸内の石仏を訪ねて 千種義人写真集』中国新聞社 1988
- 『戸隠とその石仏』信濃毎日新聞社 1993
- 『福沢諭吉の社会思想 その現代的意義』同文館出版 1993
- 『福沢諭吉の経済思想 その現代的意義』同文館出版 1994
- 『ケインズ「一般理論」とその理念』慶應義塾大学出版会 1998

### 編著
- 『経済政策』編、有斐閣双書 1967
- 『新経済理論の課題』上 高島善哉・都留重人共編、東洋経済新報社(東洋経済講座叢書) 1947
- 『厚生経済学の理論』福岡正夫共編、壮文社 1949
- 『アメリカの経済とソヴェトの経済』野々村一雄共編、有信堂(文化新書) 1962
- 『現代経済学の思潮』気賀健三共編、秀潤社、1977

### 訳書
- 『アメリカにおける資本主義 階級なき社会』フレデリック・マーチン・スターン著、好学社 1953